# Österreichische Meisterschaften im Biathlon 2010
Die Österreichischen Meisterschaften im Biathlon 2010 begannen am 6. September 2009 in Hochfilzen mit dem Einzelwettkampf auf Skirollern. Die Staffelwettbewerbe wurden am 3. Jänner 2010 ebenfalls in Hochfilzen ausgetragen. Am 21. Februar folgten die Einzelwettkämpfe in der Eisenerzer Ramsau und am 8. und 9. April die Sprint- und Verfolgungsrennen in Hochfilzen. Die ursprünglich für 11. April 2010 in Hochfilzen geplanten Massenstartrennen wurden zunächst um einen Tag vorverlegt, mussten dann aber wegen des zu warmen Wetters abgesagt werden.

## Männer

### Einzel mit Skiroller 20 km
| Platz | Starter           | Verein              | Zeit     | Schießfehler |
| ----- | ----------------- | ------------------- | -------- | ------------ |
| 1     | Simon Eder        | HSV Saalfelden      | 50:43,1  | 0-0-1-0      |
| 2     | Daniel Mesotitsch | Union Rosenbach     | + 2:08,1 | 0-1-1-2      |
| 3     | Alexander Nuss    | SC St. Johann i. T. | + 5:18,1 | 1-0-0-2      |

Datum: 6. September 2009

Ort: Hochfilzen
Die Gästeklasse für ausländische Läufer gewann der Schweizer Matthias Simmen (51:12,9 / 1-0-0-1) vor den Südkoreanern Lee In-bok (55:12,0 / 2-0-0-1) und Je-Uk Jun (56:01,9 / 1-2-0-0).

### Staffel 3 × 7,5 km
| Platz | Starter                                            | Staffel     | Zeit      |
| ----- | -------------------------------------------------- | ----------- | --------- |
| 1     | Simon Eder Tobias Eberhard Julian Eberhard         | Salzburg I  | 1:01:27,4 |
| 2     | Daniel Salvenmoser Alexander Nuss Friedrich Pinter | Tirol       | + 4:21,7  |
| 3     | Michael Hauser Sven Grossegger Bernhard Leitinger  | Salzburg II | + 4:53,8  |

Datum: 3. Jänner 2010

Ort: Hochfilzen

### Einzel 20 km
| Platz | Starter        | Verein                    | Zeit      | Schießfehler |
| ----- | -------------- | ------------------------- | --------- | ------------ |
| 1     | Michael Hauser | USC Altenmarkt-Zauchensee | 1:03:22,2 | 0-3-1-5      |
| 2     | Philipp Blaim  | WSV Gutenbrunn            | + 1:40,0  | 1-2-3-1      |
| 3     | Mario Drescher | SC Rottenmann             | + 2:34,9  | 2-1-2-2      |

Datum: 21. Februar 2010

Ort: Eisenerz

### Sprint 10 km
| Platz | Starter              | Verein                    | Zeit    | Schießfehler |
| ----- | -------------------- | ------------------------- | ------- | ------------ |
| 1     | Michael Hauser       | USC Altenmarkt-Zauchensee | 24:18,6 | 0-2          |
| 2     | Dominik Landertinger | HSV Hochfilzen            | + 2,3   | 2-1          |
| 3     | Friedrich Pinter     | SC St. Ulrich a. P.       | + 4,9   | 1-1          |

Datum: 8. April 2010

Ort: Hochfilzen

### Verfolgung 12,5 km
| Platz | Starter              | Verein              | Zeit    | Schießfehler |
| ----- | -------------------- | ------------------- | ------- | ------------ |
| 1     | Tobias Eberhard      | HSV Saalfelden      | 32:51,9 | 3            |
| 2     | Dominik Landertinger | HSV Hochfilzen      | +26,2   | 6            |
| 3     | Friedrich Pinter     | SC St. Ulrich a. P. | +2:20,0 | 7            |

Datum: 9. April 2010

Ort: Hochfilzen

## Frauen

### Einzel mit Skiroller 15 km
| Platz | Starter         | Verein            | Zeit     | Schießfehler |
| ----- | --------------- | ----------------- | -------- | ------------ |
| 1     | Iris Waldhuber  | ATV Irdning-Aigen | 51:38,0  | 1-1-2-2      |
| 2     | Kerstin Muschet |                   | + 0:33,3 | 3-1-3-0      |
| 3     | Romana Schrempf | WSV Ramsau        | + 5:52,9 | 4-3-3-4      |

Datum: 6. September 2009

Ort: Hochfilzen
Die Gästeklasse für ausländische Läuferinnen gewann die Südkoreanerin Jo In-hee (48:56,2 / 1-1-1-0) vor ihrer Landsfrau Kyoung-Mi Chu (51:52,8 / 0-4-0-0).

### Staffel 3 × 6 km
| Platz | Starter                                          | Staffel    | Zeit      |
| ----- | ------------------------------------------------ | ---------- | --------- |
| 1     | Iris Waldhuber Ulla Waldhuber Fabienne Hartweger | Steiermark | 1:12:05,6 |
| 2     | –                                                | –          | –         |
| 3     | –                                                | –          | –         |

Datum: 3. Jänner 2010

Ort: Hochfilzen
In der Frauenklasse war nur die Staffel Steiermark am Start.

### Einzel 15 km
| Platz | Starter            | Verein              | Zeit     | Schießfehler |
| ----- | ------------------ | ------------------- | -------- | ------------ |
| 1     | Denise Feiersinger | SK Saalfelden       | 44:54,2  | 0-1-1-0      |
| 2     | Ulla Waldhuber     | ATV Irdning-Aigen   | + 3:11,7 | 1-0-0-2      |
| 3     | Anna Hufnagl       | WSV Windischgarsten | + 3:16,5 | 2-0-2-0      |

Datum: 21. Februar 2010

Ort: Eisenerz
Die Juniorinnen Denise Feiersinger und Ulla Waldhuber gewannen die Meisterschaft vor der einzigen Starterin in der Frauenklasse, Anna Hufnagl.

### Sprint 7,5 km
| Platz | Starter         | Verein              | Zeit     | Schießfehler |
| ----- | --------------- | ------------------- | -------- | ------------ |
| 1     | Ramona Düringer | WSV Andelsbuch      | 24:32,8  | 3-2          |
| 2     | Iris Waldhuber  | ATV Irdning-Aigen   | + 4,9    | 1-1          |
| 3     | Anna Hufnagl    | WSV Windischgarsten | + 3:16,9 | 2-1          |

Datum: 8. April 2010

Ort: Hochfilzen
Die Juniorin Ramona Düringer gewann die Meisterschaft vor den in der Frauenklasse startenden Läuferinnen Iris Waldhuber und Anna Hufnagl.

### Verfolgung 10 km
| Platz | Starter         | Verein              | Zeit     | Schießfehler |
| ----- | --------------- | ------------------- | -------- | ------------ |
| 1     | Iris Waldhuber  | ATV Irdning-Aigen   | 35:02,2  | 0-2-1-1      |
| 2     | Ramona Düringer | WSV Andelsbuch      | + 21,4   | 1-2-1-2      |
| 3     | Anna Hufnagl    | WSV Windischgarsten | + 7:50,3 | 0-0-1-1      |

Datum: 9. April 2010

Ort: Hochfilzen
Die schnellste Zeit im Rennen erzielte die in der Frauenklasse startende Iris Waldhuber vor der Juniorin Ramona Düringer. Den dritten Platz in der Meisterschaft belegte die zweitplatzierte in der Frauenklasse, Anna Hufnagl.